# BMX

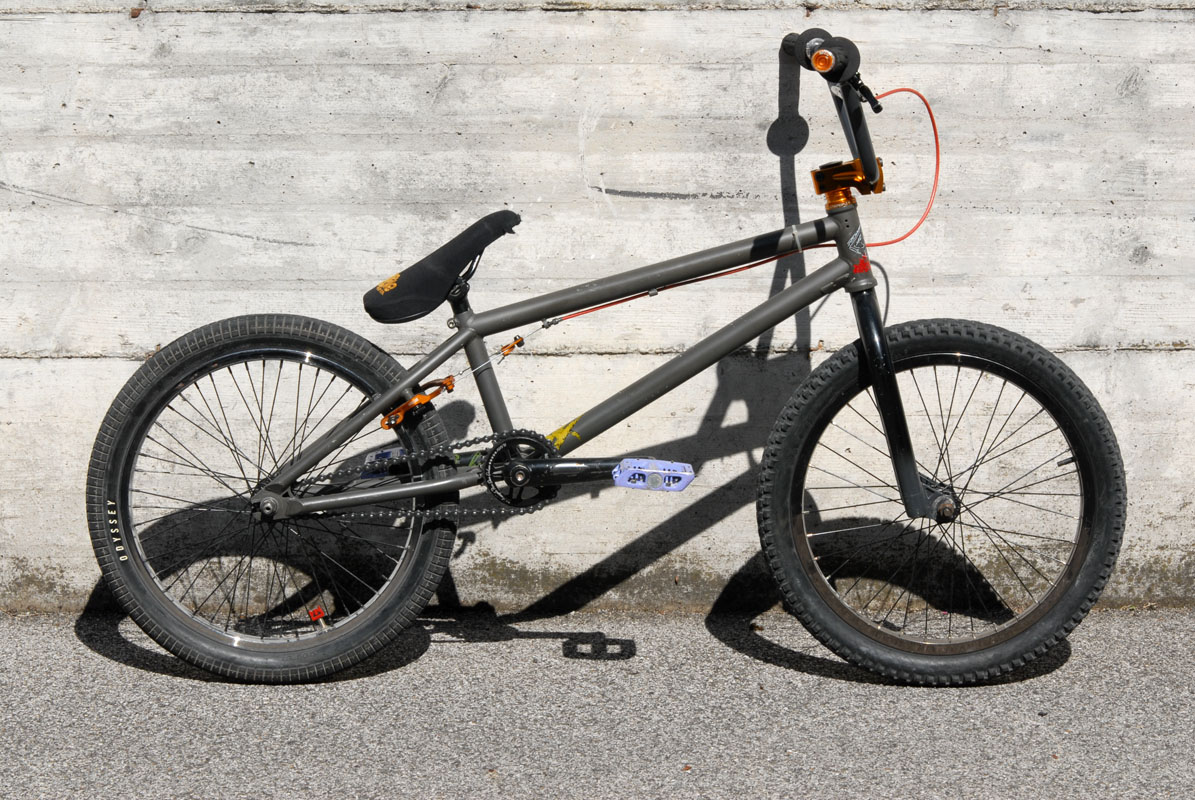
Una BMX

Il BMX (pron. [*biɛmmeˈiks]; abbrev. di Bicycle Motocross, dove la X sta per cross) è una disciplina ciclistica nata negli Stati Uniti nel 1968 e rapidamente diffusasi nel resto del mondo nel corso del decennio successivo.
La così detta BMX non è altro che una semplice bicicletta particolarmente resistente di dimensioni ristrette e con ruote abbastanza spesse. La bici può portare modifiche alle ruote togliendo o aggiungendo i peg, dei tubi di ferro massiccio che si possono fissare al lato delle ruote per mezzo di bulloni e possono venir utilizzati per “grindare" o per svariate acrobazie.

## Storia
Nel 1981 fu fondata la prima federazione internazionale (International BMX Federation) che l'anno successivo organizzò i primi campionati continentali e mondiali. Anche la FIAC (Fédération Internationale Amateur de Cyclisme, all'epoca sezione amatoriale dell'Unione Ciclistica Internazionale) iniziò ad interessarsi alla specialità e a partire dal 1985 organizzò i propri campionati, anche se il livello agonistico ed organizzativo si rivelò decisamente inferiore a quello delle competizioni I.BMX.F.
Solo nel 1991 si svolse il primo campionato mondiale unificato. Dal 1996 il BMX fu riconosciuto a tutti gli effetti dalla Unione Ciclistica Internazionale e nel 2003 il Comitato Olimpico Internazionale decise di inserire la specialità nel programma ufficiale dei Giochi olimpici estivi a partire dai Giochi della XXIX Olimpiade del 2008.
Il BMX rientra anche tra le specialità ciclistiche in programma ai Giochi olimpici giovanili, la cui prima edizione si è tenuta a Singapore nel 2010.

## Regolamento

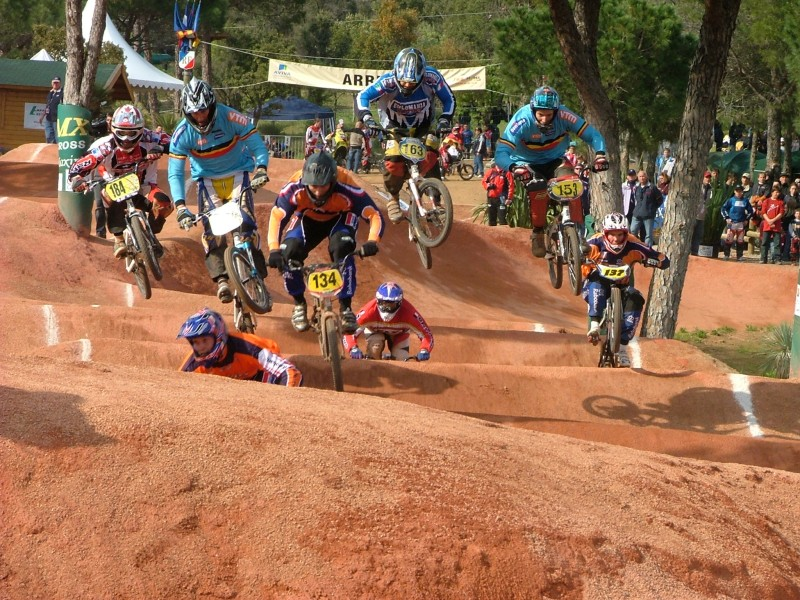
Una gara di BMX

Le biciclette per BMX sono monomarcia, piuttosto piccole e leggere, ma solide, con ruote dal diametro di 20 pollici (24 nella variante Cruiser). Il tracciato di gara è lungo dai 300 ai 400 metri con tempi di percorrenza medi tra i 35 ed i 50 secondi, caratterizzato da dossi, curve paraboliche e altri ostacoli simili a quelli dei tracciati da motocross.
Gli atleti sono suddivisi in categorie in base all'età, al sesso, al tipo di bicicletta (BMX standard o Cruiser). Le categorie riconosciute dalla UCI sono le seguenti:
- Categorie agonistiche (Championship categories):
  - BMX maschile: Junior (17/18 anni); Élite (19 anni e oltre)
  - BMX femminile: Junior (17/18 anni); Élite (19 anni e oltre)
  - Cruiser maschile: Junior (17/18 anni); Élite (19 anni e oltre)
  - Cruiser femminile (istituite a partire dal 2006): Junior (17/18 anni); Élite (19 anni e oltre)
- Categorie giovanili e amatoriali (Challenge categories):
  - BMX maschile: 5/6 anni, 7 anni, 8 anni, 9 anni, 10 anni, 11 anni, 12 anni, 13 anni, 14 anni, 15 anni, 16 anni, 17-24 anni, 25-29 anni, 30 anni ed oltre, 30 anni ed oltre "Master"
  - BMX femminile: 5-6-7 anni, 8 anni, 9 anni, 10 anni, 11 anni, 12 anni, 13 anni, 14 anni, 15 anni, 16 anni, 17 anni e oltre
  - Cruiser maschile: fino a 12 anni, 13-14 anni, 15-16 anni, 17-29 anni, 30-34 anni, 35-39 anni, 40-44 anni, 45 anni ed oltre
  - Cruiser femminile: fino a 12 anni, 13-14 anni, 15-16 anni, 17-29 anni, 30-34 anni, 35-39 anni, 40-44 anni, 45 anni ed oltre

L'età, e di conseguenza la categoria, è stabilita in base all'anno solare, non in base all'età effettivamente compiuta dall'atleta (ad esempio nel 2012, con 17/18 anni ci si riferisce ad atleti nati nel 1994 e nel 1995 mentre con 19 anni e oltre si intende nati fino al 1993 compreso).
Se in una competizione il numero di atleti iscritti in una certa categoria è inferiore alle cinque unità, la categoria viene accorpata con quella immediatamente inferiore. I regolamenti nazionali possono definire diversamente le categorie: in Italia, tutte le categorie dai 13 anni in poi sono considerate categorie agonistiche, con premi in denaro e attribuzione del titolo di campione nazionale.
Le competizioni prevedono un primo turno di qualificazione in tre manche: la classifica ottenuta dalla somma dei piazzamenti in ogni manche determina il passaggio al turno successivo. I successivi turni eliminatori e le finali si disputano in manche unica.
Per la sicurezza degli atleti, durante le competizioni e gli allenamenti è obbligatorio l'uso di casco integrale, guanti, tuta dotata di adeguate protezioni e imbottiture sul telaio della bicicletta.

## Principali competizioni

Pittogramma olimpico del BMX

L'UCI ha classificato le competizioni da essa riconosciute in sei categorie in base alla loro importanza. Tale suddivisione è rilevante ai fini dell'attribuzione dei punti per il ranking mondiale individuale e per nazioni (che costituisce il principale criterio di qualificazione alle prove olimpiche) e per la definizione dei calendari (una gara di categoria inferiore non può svolgersi nella stessa data di una di categoria superiore).
- Categoria 0: Giochi olimpici estivi, in cui la BMX ha esordito a Pechino 2008;
- Categoria 1: Campionati del mondo aperti a tutte le categorie agonistiche: si disputano ogni anno, di norma l'ultima settimana di luglio (anticipato all'ultima di maggio negli anni di svolgimento dei Giochi olimpici); contestualmente ai Campionati del mondo si svolge la Challenge mondiale aperta a tutte le categorie giovanili e amatoriali;
- Categoria 2: Prove di Coppa del mondo (UCI BMX Supercross World Cup) riservate alle categorie Élite maschile e, dal 2007, Élite femminile: questa manifestazione è nata nel 2003 per promuovere il BMX come sport ad alto livello. Volendo, nella tradizione del BMX, mantenere il Campionato del Mondo aperto a tutte le categorie e ad un grande numero di partecipanti, il Supercross risponde all'esigenza di avere una manifestazione d'élite adatta ad essere una vetrina promozionale per la specialità[5];
- Categoria 2/TT: qualificazioni a cronometro alle prove di Coppa del mondo
- Competizioni continentali (Europa, Nord America, Sud America, Asia e Oceania/Africa) suddivise a loro volta in:
  - Categoria 3: una gara per ogni continente;
  - Categoria 4: quattro gare per ogni continente;
  - Categoria 5: almeno cinque gare per ogni continente;
- Categoria 6: Campionati nazionali.

Il ranking mondiale individuale viene determinato su base annuale (nel periodo tra agosto e luglio, in modo che il Campionato del mondo sia la competizione conclusiva) sommando i punti conseguiti nelle gare di categoria 1, 2, 2/TT, 3 e 6; i tre migliori punteggi nelle gare di categoria 4 ed i cinque migliori punteggi nelle gare di categoria 5. Se un atleta ha partecipato a gare di categoria 3, 4 e 5 in due o più continenti, la somma dei punti avviene separatamente per ciascun continente e per il punteggio complessivo si considera il miglior risultato.
Il ranking per nazioni, utile per la qualificazione olimpica, è invece calcolato su base triennale, sommando per ogni nazione i punti acquisiti individualmente dai tre migliori atleti nelle gare di categoria 1, 2 e 2/TT nei tre anni precedenti l'evento olimpico e nelle gare di categoria 3 e inferiori nei due anni precedenti l'evento olimpico.

## Discipline derivate
Al fianco della disciplina originaria della BMX, negli anni se ne sono create altre dette "freestyle" nelle quali non conta la velocità in cui si percorre la pista ma le evoluzioni che si eseguono. Queste discipline sono:
- "Park" questa disciplina consiste nel compiere acrobazie con la BMX saltando su delle infrastrutture tipo half-pipe, quarter-pipe, bank di qualsiasi altezza, dalle più basse infrastrutture: 1.30m alle più alte: 3 / 4m di altezza.
- "Street" che consiste nel compiere acrobazie di ogni sorta sfruttando gli elementi del paesaggio urbano, come panchine, corrimano, scale in marmo e così via..
- "Flatland", dove l'atleta esegue delle evoluzioni continue con la sua BMX, senza dover mai toccare terra con i piedi. Tra gli esponenti più conosciuti in Italia Luca Contoli che, grazie a questa specialità, si è classificato 4º nel programma televisivo Italia's Got Talent e Jenza Kamai per i risultati ottenuti all'estero, nel 2016 si è classificato 23º nella classifica del World Flatland Circuit.
- "Dirt", simile al race per via del tracciato in terra questa disciplina non prevede un traguardo, ma solamente l'inventiva dell'atleta nel compiere le evoluzioni più spettacolari usando le rampe in terra del tracciato
- "Vert", forse la disciplina più rischiosa di tutte quante, in quanto consiste nel compiere acrobazie con la BMX in half-pipe alti anche fino a 10 metri ed oltre.

## Il BMX in Italia
In Italia il periodo di massima diffusione della specialità si ebbe negli anni '80, grazie anche alla notevole spinta pubblicitaria da parte di alcuni produttori di biciclette. Uno dei ciclisti più importanti che portò la BMX in Italia fu Aaron Ross che fece una gara di freestyle a Milano. Il giornalista sportivo Aldo Gandolfo, assieme al collega Giuseppe De Tommaso, nel dicembre 1981 costituì l'Associazione italiana BMX (A.I.BMX) diventandone il primo Presidente. Grazie ad oltre un anno di intenso lavoro promozionale, l'Associazione riuscì nel 1983 ad organizzare la prima competizione nazionale ufficiale (giugno 1983, Forlì), ad ottenere l'affiliazione all'I.BMX.F. e, l'anno successivo, ad organizzare la prima gara internazionale in Italia (maggio 1984, Pinerolo) e la prima partecipazione italiana al campionato europeo (luglio 1984, Birmingham).
Tra il 1984 ed il 1985 la Federciclismo (F.C.I.) iniziò ad interessarsi alla specialità organizzando numerosi tornei in tutta Italia e promuovendo il riconoscimento del BMX in seno alla Fédération Internationale Amateur de Cyclisme, con l'organizzazione delle prime due edizioni del campionato mondiale FIAC (nel 1985 a Jesolo e nel 1986 a Riccione).
Con l'ingresso della Federciclismo nel settore del BMX, Gandolfo ritenne concluso il suo ruolo di promotore della specialità e lasciò l'A.I.BMX. Tuttavia, la scelta della Federazione di lavorare a livello internazionale esclusivamente in ambito FIAC, ignorando di fatto la più collaudata gestione I.BMX.F., non convinse parte degli atleti e degli operatori, che decisero di proseguire l'esperienza della gestione sportiva privata ricostituendo l'Associazione con un nuovo statuto e un nuovo gruppo dirigente. Nel 1985 anche la UISP iniziò a promuovere il BMX organizzando proprie competizioni locali e nazionali. I rapporti tra i tre enti restarono tesi. In particolare, la Federciclismo adottò una politica decisamente restrittiva in merito ai doppi tesseramenti, arrivando a sanzionare i propri tesserati "colpevoli" di aver partecipato a competizioni del circuito internazionale I.BMX.F.
Nel 1988 UISP e A.I.BMX si accordarono per unificare i rispettivi campionati nazionali. Nel 1989 l'A.I.BMX cessò l'attività: lo scioglimento dell'Associazione ebbe anche ripercussioni a livello internazionale, in quanto causò l'annullamento di una prova del campionato europeo I.BMX.F. che si sarebbe dovuta disputare a Pozzaglio (Cremona).
Nel 1991 anche la UISP cessò l'attività agonistica in BMX e la Federciclismo restò così l'unico organo italiano di governo della specialità.
A partire dal 1992 (anno nel quale l'Italia ospitò a Padova la finale del campionato europeo) l'interesse per la disciplina è andato scemando sino a diventare piccola attività di nicchia, sostenuta esclusivamente grazie al volontariato delle società. Nei primi anni 2000, anche grazie all'inclusione nel programma olimpico l'interesse si è rinnovato e il movimento BMX italiano ha ripreso a partecipare a manifestazioni internazionali con risultati di rilievo, culminati con la qualificazione ai Giochi olimpici 2008 conquistata dal veronese Manuel De Vecchi. La pista di Olgiate Comasco nell'ottobre 2004 ha ospitato una prova della coppa europea di BMX. Nel maggio 2009 il tracciato di Creazzo (Vicenza) ha ospitato due prove dei Campionati europei.
F.C.I. coordina la partecipazione degli atleti selezionati per la rappresentativa nazionale alle competizioni internazionali e organizza periodicamente stage avanzati per atleti e istruttori. L'attuale direttore tecnico della squadra nazionale è Tommaso Lupi.
Le circa quindici società di BMX operanti sul territorio, concentrate soprattutto in Veneto e Lombardia, curano l'attività didattica, agonistica e promozionale.
Annualmente le società organizzano, sotto l'egida di F.C.I., il Campionato italiano (disputato in una singola gara di norma la prima domenica di luglio) ed il Circuito italiano (competizione a tappe aperta ad atleti italiani e stranieri).